# Острова Финляндии

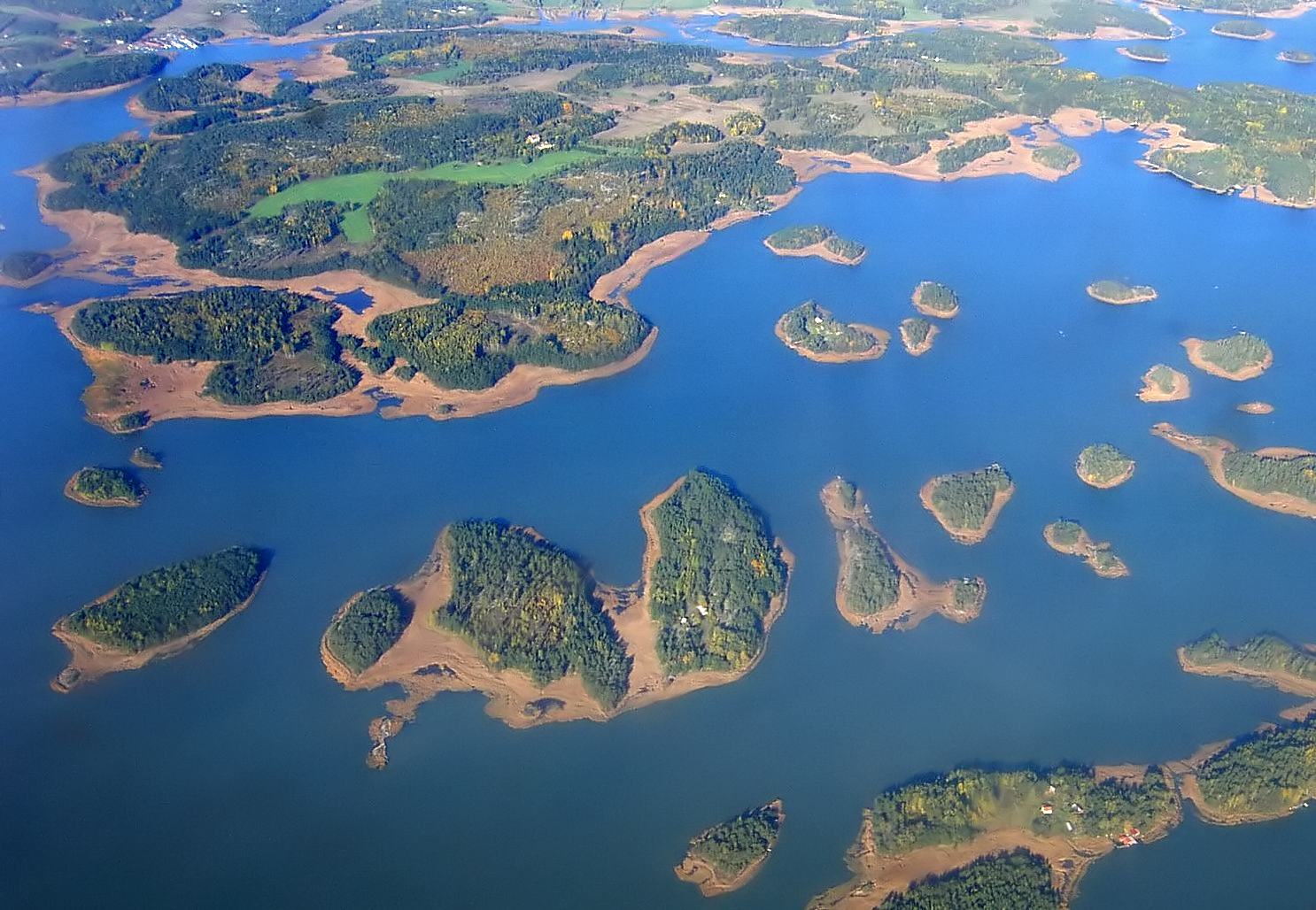

Острова Финляндии — островные объекты в географии Финляндии. В границах Финляндии насчитывается 789 островов площадью более 1 квадратного километра. Большинство из них обитаемы, и связаны дорогами и мостами с материком.
455 обитаемых островов Финляндии связаны с материком паромами. Множество других островов почти постоянно используются в рекреационных целях. Островов площадью менее 1 км² — десятки тысяч.
- Аландские острова
- Бенгтшер
- en:Björkö (Korsholm)
- en:Emäsalo
- en:Enonsaari
- Аланд
- Хайлуото
- en:Harmaja (Хармая)
- en:Hirvensalo
- en:Houtskär
- en:Iniö
- en:Islands of Turku
- en:Jurmo
- en:Jussarö
- en:Kakskerta
- Катая
- Кимито (Kemiönsaari)
- en:Koivusaari
- en:Kökar
- en:Kokkosaari
- en:Korkeasaari
- en:Korpo
- en:Kråkö
- en:Kuivasaari
- en:Kulosaari
- en:Kustavi
- en:Kvarken
- en:Kytö
- en:Laajasalo
- Лауттасаари
- en:Luonnonmaa
- en:Малый Высоцкий
- en:Mäkiluoto
- Меркет
- en:Mulkkusaaret
- en:Nagu
- en:Öja (island)
- en:Otava (island)
- en:Pellinki
- en:Pihlajasaari
- Raippaluoto (Replot)
- en:Reposaari
- Руиссало
- en:Rymättylä
- en:Sääminginsalo
- Сантахамина
- en:Särkisalo
- en:Satava
- en:Seurasaari
- en:Själö
- en:Soisalo
- en:Storlandet
- en:Suomenlinna
- en:Suvisaaristo
- en:Säppi
- en:Tammisalo
- Уконкиви
- Утё
- en:Valsörarna
- en:Väski
- en:Velkua
- en:Vessölandet